# Vincent Alo

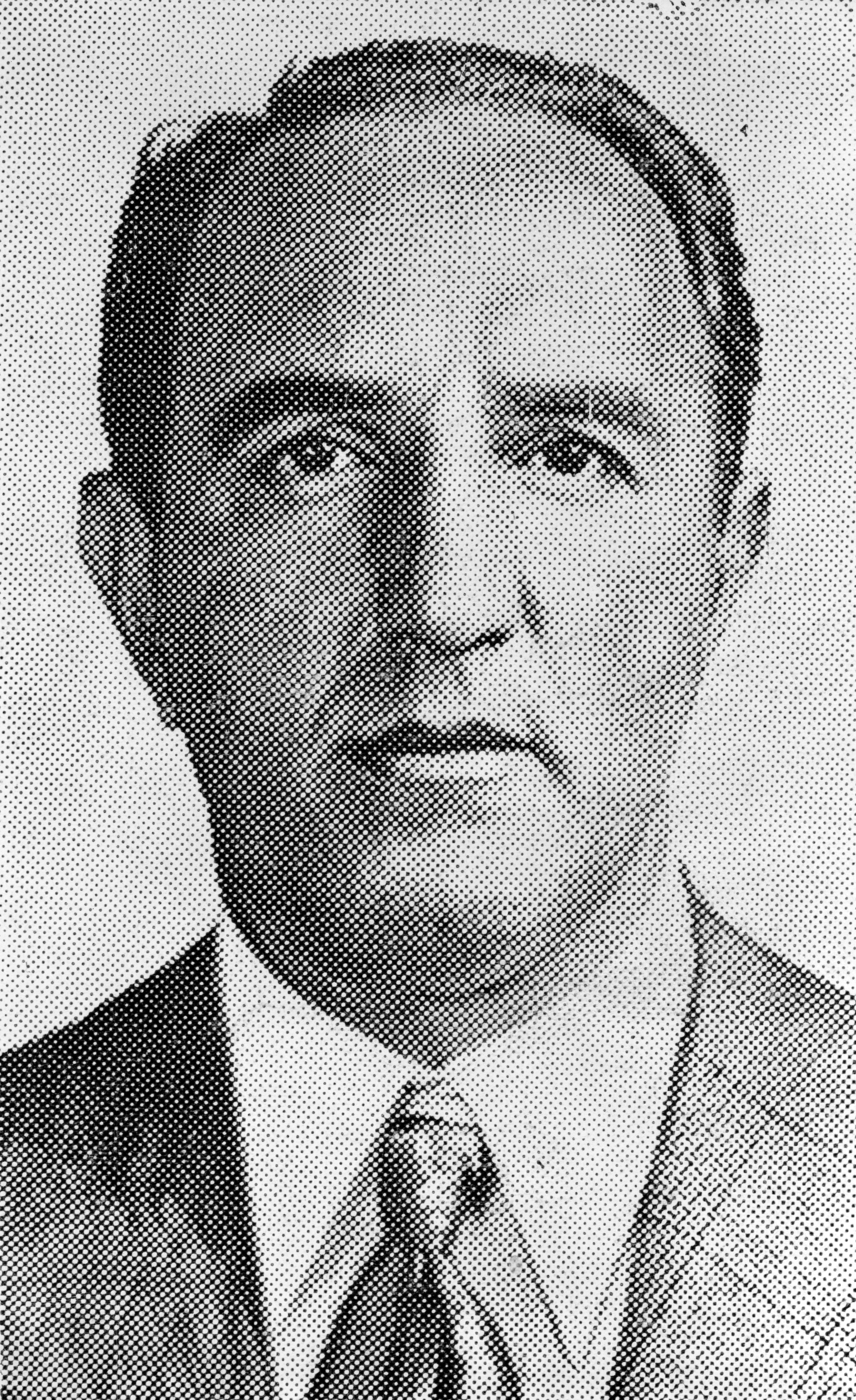
Vincent Alo

Vincent „Jimmy Blue Eyes“ Alo (* 26. Mai 1904 in Manhattan, New York; † 9. März 2001 in Florida) war ein hochrangiger US-amerikanischer Mobster der La Cosa Nostra.

## Leben
Vincent Alo wurde 1904 in Manhattan geboren und begann im Alter von 14 Jahren an der Wall Street sein Geld zu verdienen. 1923 landete er in Sing Sing, nachdem er wegen bewaffnetem Banküberfall verurteilt worden war. 1926 wurde er Mitglied der US-amerikanischen Mafia-Familie unter Joseph Masseria, welche später als Genovese-Familie klassifiziert wurde.
Unter Oberhaupt Lucky Luciano kam Alo in den Kontakt mit Meyer Lansky und Alo wurde dessen Leibwächter, da Luciano befürchtete, sein Jugendfreund und Geschäftspartner könnte in den angehenden Auseinandersetzungen insbesondere zwischen den Fünf Familien attackiert werden. Es waren bekanntlich immer wieder die Ressourcen des Bugs and Meyer Mob, die Luciano bei seinen Konflikten behilflich gewesen waren.
In den 1930er Jahren begannen Vincent Alo und Meyer Lansky unmittelbar zusammenzuarbeiten und stiegen in das Glücksspiel-Geschäft ein. Startpunkt dabei wurde 1936 Hallandale (heute: Hallandale Beach) in Broward County, Florida, wo Julian „Potatoes“ Kaufman ein Gebäude in eine Art Spielkasino umwandeln wollte. Kaufman selbst hatte jedoch nicht genügend Kapital um sein Ziel zu erreichen, woraufhin Alo und Lansky in dieses Projekt einstiegen. In den Folgejahren war Alo einer der engsten italo-amerikanischen Freunde von Lansky – vor allem nach Lucianos Inhaftierung und späteren Deportation – und mit dem aus Osteuropa stammenden Gangsterboss an weiteren Glücksspielprojekten beteiligt. Darunter in Kuba während der Batista-Diktatur in den 1950er Jahren, bei der US-amerikanische Gangster von der politischen Situation profitierten und ein Glücksspiel-Paradies aufbauen konnten. So besaß Alo beispielsweise auch einen Anteil an Lanskys Riviera Hotel in Havanna.
Vincent Teresa beschrieb Alo als Wachhund, der einerseits aufpasste, dass Lansky nicht kurzen Prozess mit den Bossen der La Cosa Nostra machte, aber andererseits auch Lansky vor deren Angriffen beschützte.
Alo starb 2001 im Alter von 96 Jahren in Florida und wurde später auf dem Woodlawn Cemetery in der Bronx begraben.

## Film
Die Person Vincent Alo wurde im Film Der Pate – Teil II von Francis Ford Coppola durch die Figur des Johnny Ola (gespielt von Dominic Chianese) verewigt. Johnny Ola spielt dort die rechte Hand von Hyman Roth (porträtiert von Lee Strasberg), was eine Anspielung auf die Partnerschaft Lansky-Alo ist.
Auch der Charakter Victor Tellegio, dargestellt von Robert De Niro im Film American Hustle (2013) basiert ebenfalls auf Alo.